# Мевес, Ричард Троянович
Ричард Троянович фон Мевес (1839—1901) — российский генерал-лейтенант, участник русско-турецкой войны 1877—1878 гг.

## Биография
Из дворян Владимирской губернии, католик.
Родился 3 (15) марта 1839 года, образование получил в Константиновском кадетском корпусе, из которого 30 июня 1857 года был выпущен прапорщиком в лейб-гвардии Павловский полк; 30 августа 1862 года произведён в подпоручики.
30 мая 1863 года Мевес был произведён в поручики и принял участие в подавлении Польского восстания, 12 июня при местечке Гедройцы был контужен пулей в среднюю часть правой ноги, признан раненым 3-го класса, за отличие награждён орденом св. Станислава 3-й степени с мечами и бантом.
27 марта 1866 года получил чин штабс-капитана, 1869 году утверждён командиром роты Его Величества, 20 августа 1870 года — капитана, 30 августа 1874 года — полковника, 19 декабря 1875 года — флигель-адъютант Свиты Его Величества.
В русско-турецкой войне 1877—1878 гг. полковник Мевес под Горным Дубняком был ранен в левую руку и контужен в голову и левую сторону груди, за это дело он получил орден св. Владимира 4-й степени с мечами и бантом. За переход через Балканы он получил орден св. Анны 2-й степени с мечами, а за отличие под Филиппополем — золотую саблю с надписью «За храбрость» (в 1879 году). 19 февраля 1879 года разрешено во всех случаях носить фуражку вместо кивера, а в 1883 году перечислен во 2-й класс раненых.
16 июля 1878 года Мевес получил в командование лейб-гвардии 2-й стрелковый батальон, 18 мая 1884 года — лейб-гвардии Павловский полк, причём с 30 марта 1893 года одновременно командовал 2-й бригадой 2-й гвардейской пехотной дивизии; 30 августа 1884 года был произведён в генерал-майоры. 10 января 1894 года возглавил 23-ю пехотную дивизию и 30 августа того же года получил чин генерал-лейтенанта. В 1897 году Мевес был назначен начальником 2-й гвардейской пехотной дивизии, а 4 августа 1899 года — командиром 20-го армейского корпуса.

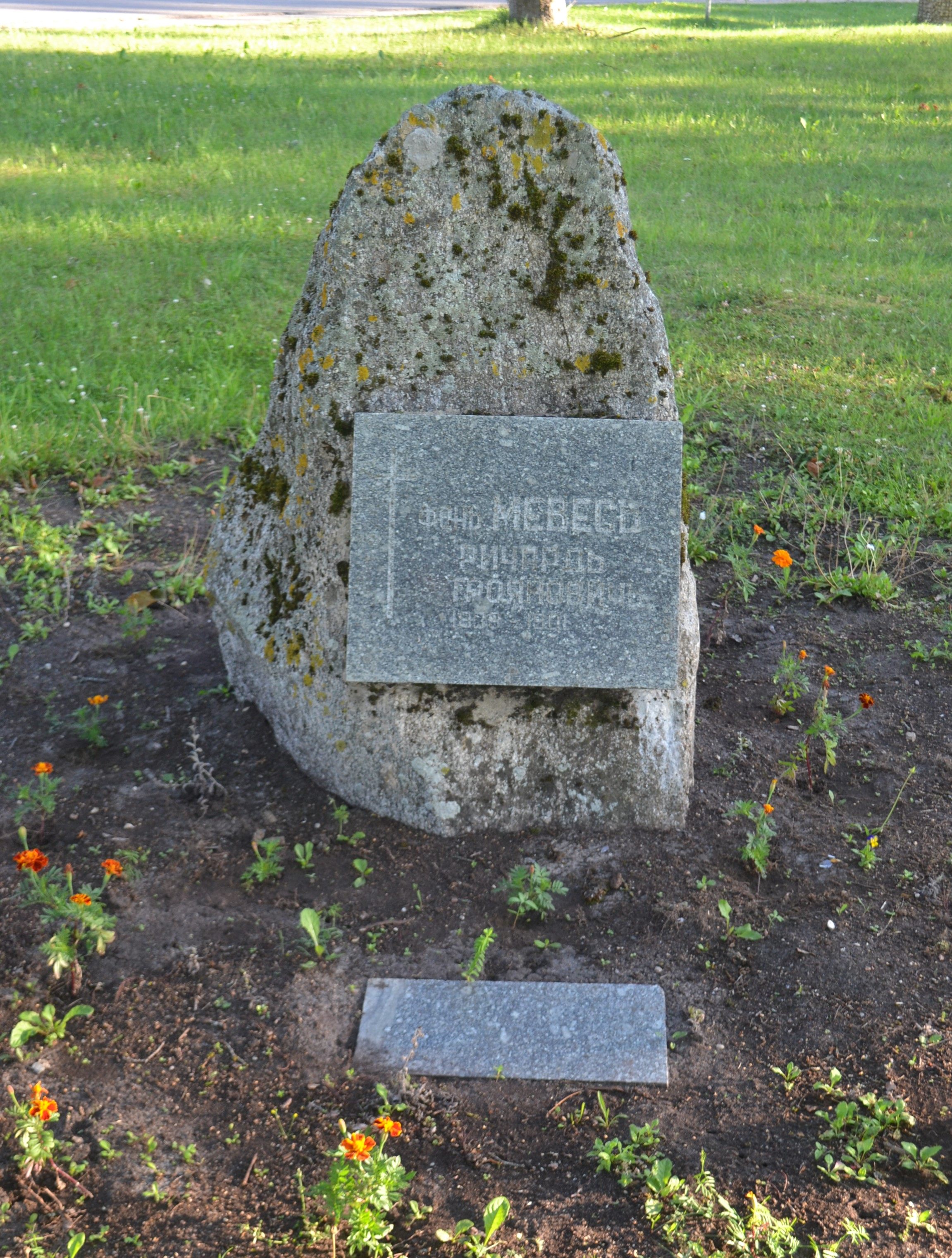
Камень на месте могилы Мевеса

Умер 22 февраля (7 марта) 1901 года в Риге от движения желчных камней. Похоронен в имении Эверсмуйжа Люцинского уезда Витебской губернии. Часовня, памятная плита и гранитный крест были снесены в 1960-е годы. В 1990-е годы на месте могилы был установлен памятный камень.

## Награды
Российские:
- Орден Св. Станислава 3-й ст. с мечами и бантом (1863)
- Орден Св. Станислава 2-й ст. (1872)
- Орден Св. Владимира 4-й ст. с мечами и бантом (1877)
- Орден Св. Анны 2-й ст. с мечами (1879)
- Золотое оружие «За храбрость» (2 января 1879)
- Орден Св. Владимира 3-й ст. (1880)
- Орден Св. Станислава 1-й ст. (1887)
- Орден Св. Анны 1-й ст. (1890)
- Орден Св. Владимира 2-й ст. (1893)
- Орден Белого орла (1898)

Иностранные:
- Румынский крест «За переход через Дунай» (1879)
- Прусский орден Короны 2-й ст. (1890)
- Австрийский орден Франца Иосифа большой крест (1891)
- Орден Восходящей звезды Бухары 1-й ст. (1893)
- Австрийский орден Железной короны 1-й ст. (1897)
- Французский орден Почётного легиона командорский крест (1897)
- Прусский орден Красного орла 1-й ст. (1898)
- Румынский орден Короны большой крест (1899)

## Мнения и оценки
А. И. Деникин характеризовал Мевеса следующим образом:

В огромном калейдоскопе военных начальников, которых или о которых я знал за первую четверть века службы, выделялся один — исключительною требовательностью, но вместе с тем и исключительным уважением к офицерскому званию. Это был командир XX корпуса ген. Мевес, умерший за три года перед японской войной. Человек высокой честности, прямой, суровый, он стремился провести и поддержать в офицерской среде рыцарское понятие об её предназначении и моральном облике. Едва ли не единственный из крупных начальников, он не допускал столь излюбленного и в сущности позорного способа воздействия, не применявшегося в отношении служилых людей прочих ведомств, — ареста офицера. В этом наказании он видел «высшую обиду личности, обиду званию нашему». Мевес признавал только внушение и выговор начальника и воздействие полковых товарищей. «Если же эти меры не действуют, — офицер не годен, и его нужно удалить»

М. И. Драгомиров в статье по случаю смерти Мевеса писал:

«Мало я тебя знал, но довольно для того, чтобы на совесть сказать о тебе, что был ты человек и солдат прочный.
И не только сам ты службу по чести и правде правил, но умел налаживать на оную и других: не одних солдат, но и господ офицеров.Ты понимал, что они не только твои товарищи, но и подчинённые; и что воспитывать их в служебном долге много нужнее, нежели солдат. Солоно им иногда от тебя приходилось; может иной раз и кряхтели, а в конце концов говорили тебе спасибо, поминали тебя потом не лихом, а добрым словом и награждали признательностью нелицемерной. 
И был ты человек большой и полезной силы, хотя и ловкач. Не зарыл ты таланта, от Бога данного, в землю, а если и шёл он иной раз у тебя на показное дело, то да простится тебе, ибо твори волю пославшего. Там, где твоя воля была, не показному делу служил ты, а правдивому служебному и пользе солдатской.

И тебе многое простится, ибо ты много и честно, по крайнему разумению твоему, служил. И легши средь прежде почивших отцов и братий, ты Божьей нивы не осквернишь, зане не мразь какая и не межеумок был ты, а человек и солдат прочный».— «Разведчик». — 13 марта 1901 года. — № 543.

## Семья
Был дважды женат: первым браком на Александре Константиновне Огарёвой (брак бездетен, расторжен 3.06.1878); вторым браком (12.02.1886) на Елене Николаевне, дочери тайного советника Н. В. Гулькевича. 
Имел 4 детей: сыновей Владимира и Юрия (Георгия) и дочерей Марию и Елену.
Его брат Михаил был генералом от инфантерии и членом Военного совета.